# Río Guayas (vattendrag i Ecuador)
Río Guayas är en flod  i Ecuador.   Den är belägen i provinsen Guayas, i den sydvästra delen av landet, 300 km sydväst om huvudstaden Quito. Flodens källa är vid Chimborazo i Anderna, och den mynnar ut i Golfo de Guayaquil.